# فرانشيسكو كوبادو
فرانشيسكو كوبادو (19 يوليو 1974 بكيل في ألمانيا - ) هو لاعب كرة قدم إسباني وألماني في مركزي الهجوم والوسط. لعب مع آينتراخت فرانكفورت وريال مايوركا ونادي هامبورغ ونادي هوفنهايم ونادي أونترهاخينغ وتنس بوروسيا برلين.

## وصلات خارجية
- فرانشيسكو كوبادو على موقع قاعدة بيانات كرة القدم.إي يو (الإنجليزية)
- فرانشيسكو كوبادو على موقع بيانات كرة القدم. دي إي (الألمانية)
- فرانشيسكو كوبادو على موقع عالم كرة القدم.نت (الإنجليزية)